# Harriet Harman

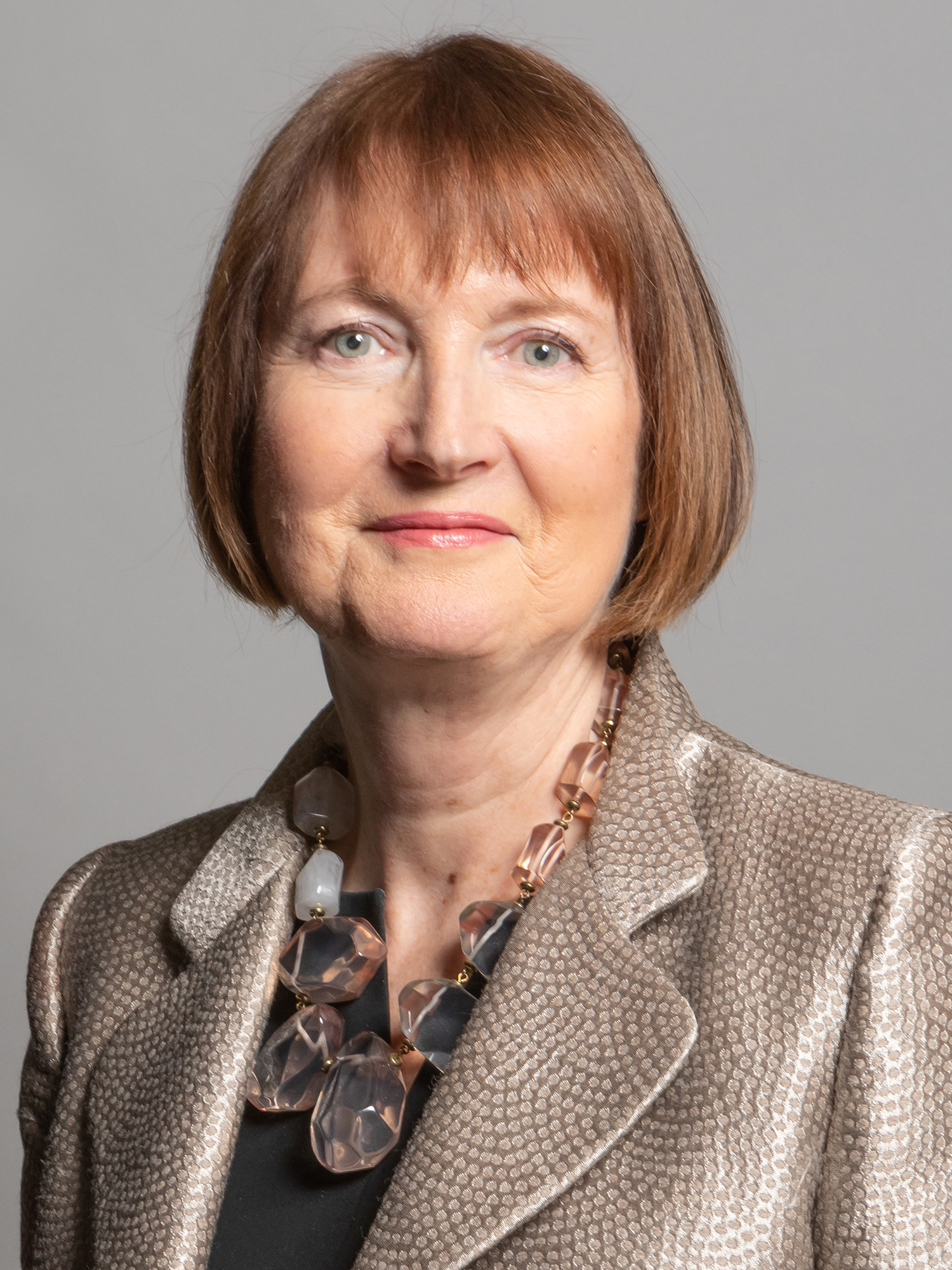
Harriet Harman (2020)

Harriet Harman, Baroness Harman (* 30. Juli 1950 in Marylebone, London) ist eine britische Politikerin der Labour Party.

## Leben
Nach ihrer Schulzeit an der St Paul’s Girls’ School studierte Harman an der University of York Politikwissenschaften und schloss mit dem Bachelor ab. Nach ihrem Studium war Harman von 1978 bis 1982 für die Organisation National Council for Civil Liberties tätig.
Harman war Abgeordnete im House of Commons von 1982 bis 1997 für den Wahlkreis Peckham, sowie von 1997 bis 2024 für den umgegliederten Wahlkreis Camberwell und Peckham. Ab dem 24. Juni 2007 war sie stellvertretende Vorsitzende (Deputy Leader) der Labour Party. Vom 28. Juni 2007 bis zum 11. Mai 2010 war sie Lordsiegelbewahrer (Lord Privy Seal), Vorsitzende der Regierungsfraktion im Britischen Unterhaus (Leader of the House of Commons) und Ministerin für Frauen und Gleichberechtigung. Nach dem Rücktritt von Gordon Brown am 11. Mai 2010 bis zur Wahl von Ed Miliband am 25. September 2010 und erneut nach dem Rücktritt Milibands am 8. Mai 2015 agierte Harman als kommissarische Vorsitzende (Acting Leader) der Labour Party und damit als Oppositionsführerin. Sie kündigte am gleichen Tag wie Miliband ihren Rücktritt als Deputy Leader an, allerdings mit Wirkung erst zur Neuwahl einer Parteiführung. Mit der Wahl von Jeremy Corbyn zum Parteivorsitzenden und Tom Watson zu seinem Stellvertreter am 12. September 2015 schied sie entsprechend aus ihrem Amt.
In der Wahl zum Speaker des House of Commons 2019 bewarb sie sich erfolglos um die Nachfolge des im Oktober 2019 zurückgetretenen Speakers John Bercow. Aufgrund ihrer langen Dienstzeit im House of Commons war sie als am längsten amtierende weibliche Abgeordnete auch als Mother of the House bekannt. Father of the House ist der Abgeordnete Edward Leigh.
Zur britischen Unterhauswahl 2024 trat sie nicht mehr an und schied aus dem House of Commons aus. Am 19. August 2024 wurde sie als Baroness Harman, of Peckham in the London Borough of Southwark, zur Life Peeress erhoben und ist dadurch seither Mitglied des House of Lords.
Harman ist seit 1982 mit Jack Dromey verheiratet. Die Familie hat drei Kinder.

## Schriften
- Sex Discrimination in Schools: How to Fight it von Harriet Harman, 1978, Civil Liberties Trust ISBN 0-901108-73-1.
- Justice Deserted: Subversion of the Jury von Harriet Harman (u. a.), 1979, Civil Liberties Trust ISBN 0-901108-79-0.
- Violence Against Social Workers: The Implications for Practice von Dan Norris, Vorwort von Harriet Harman, Jessica Kingsley Publishers ISBN 1-85302-041-9.
- The Family Way: A New Approach to Policy Making von Harriet Harman (u. a.), 1990, Institute for Public Policy Research ISBN 1-872452-15-9.
- The Century Gap: 20th Century Man/21st Century Woman von Harriet Harman, 1993, Vermilion ISBN 0-09-177819-0.
- Winning for Women von Harriet Harman und Deborah Mattinson, 2000, Fabian Society ISBN 0-7163-0596-8.
- Women with Attitude von Susan Vinnicombe, John Bank, Vorwort von Harriet Harman, 2002, Routledge ISBN 0-415-28742-1.
- A Woman's Work. Autobiographie. London: Allen Lane, 2017.